# Syracuse (Nebraska)
Syracuse – miasto w Stanach Zjednoczonych, w stanie Nebraska, w hrabstwie Otoe.